# Камбербэтч, Роберт Уильям
Ро́берт Уи́льям Камбербэ́тч (англ. Robert William Cumberbatch; 1821, Роял-Танбридж-Уэллс, Великобритания — 1876, Измир, Османская империя) — британский дипломат, занимавший пост консула в Российской и Османской империях.

## Биография
Камбербэтч родился в Роял-Танбридж-Уэллсе, в семье Авраама Парри Камбербэтча (1784—1840), состоятельного рабовладельца с Барбадоса, и его второй жены Кэролайн Чалонер (1788—1840).
В июне 1845 года он впервые отправился в Стамбул, чтобы служить секретарем своего сводного брата Авраама Карлтона Камбербэтча, который 3 мая 1845 года был повышен там от вице-консула до генерального консула. Камбербэтч исполнял обязанности второго консула с мая 1855 года по июнь 1856 года, а затем был третьим вице-консулом до сентября 1857 года. 12 января 1858 года он был назначен консулом в Бердянске, городе на Азовском море,. 25 апреля 1864 года он был назначен консулом в Измире, оставаясь на этом посту до своей смерти. Находясь на дипломатической службе в Измире, Камбербэтч с энтузиазмом боролся с работорговлей. Он был похоронен на британском кладбище в Измире 30 марта 1876 года.

## Личная жизнь
Камбербэтч был дважды женат. В 1843 году он женился на Эллен Ллойд в Уинкфилде, Беркшир, а в 1853 году на Луизе Грейс Хэнсон в Стамбуле. У Камбербэтча и Хэнсон было десять детей:
- Уильям Эрнест Камбербэтч (1854—1855).
- Роберт Карлтон Камбербэтч (1855—1918).
- Констанс Луиза Камбербэтч (1857—1922) вышла замуж за сэра Адама Сэмюэля Джеймса Блока (1856—1920).
- Генри Арнольд Камбербэтч (1858—1918), консул в Стамбуле с 1896 по 1908 год.
- Артур Герберт Камбербэтч (1860—1921) женился на Мэриан Дермине Тристрам (1862—1917).
- Эдит Кэтрин Камбербэтч (1863—1867).
- Джордж Чарльз Камбербэтч (1865—1866).
- Гертруда Эвелин Камбербэтч (1866—1924) вышла замуж за Альберта Чарльза Вратислава, сына Альберта Генри Вратислава.
- Элис Мод Камбербэтч (1868—1869).
- Сирил Джеймс Камбербэтч (1873—1944).

Через своего сына Генри Арнольда Камбербэтча является прапрадедом британского актёра Бенедикта Камбербэтча.